# Kaoliang
Le Kaoliang jiu (chinois : 高粱酒 ; pinyin : gāoliángjǐu ; Wade : kao-liang-chiu ; cantonais Jyutping : go1 leong4 zau2 ; pe̍h-ōe-jī : kau-liâng-chiú ; litt. « alcool de sorgho » pinyin: gāoliáng jiǔ), souvent appelé simplement kaoliang ou vin de sorgho, est une boisson spiritueuse distillée forte, à base de sorgho fermenté (dénommé gāoliáng en pinyin). Fabriquée et vendue à la fois à Taïwan et en Chine, elle est également populaire en Corée, où on l'appelle goryangju (hangul: 고량주; hanja: 高粱酒). Le kaoliang est un produit majeur des îles de Jinmen et Matsu sous juridiction taïwanaise. Le kaoliang va de 38 à 63 ° par volume.

## Marques célèbres taïwanaises
金門高粱酒 (pinyin : jīnmén gāoliáng jiǔ) est l'une des marques les plus populaires de kaoliang à Taïwan. Le nom signifie simplement « kaoliang de Jinmen » (jinmen/kinmen signifiant aussi « porte dorée »). Comme son nom l'indique, il est produit sur l'île de Jinmen. Les principales déclinaisons sont les bouteilles de 58 % et 38 %.
玉山高粱酒　(pinyin : yùshān gāoliáng jiǔ) est produite par la Taiwan Tobacco and Liquor Corporation (en). Son nom vient de la montagne la plus élevée de Taïwan, Yu Shan (la « montagne de Jade »). Un de ses produits les plus célèbres est un kaoliang X.O. de cinq ans d'âge vieilli en fût avant mise en bouteille.
八八坑道高粱酒 (pinyin : bā bā kēngdào gāoliáng jiǔ) est produit par la Distillerie Matsu sur l'île de Nangan, dans l'archipel de Matsu. Son nom vient de celui d'un ancien tunnel militaire récupéré par la distillerie pour stocker son kaoliang et son vieux vin de riz. Il signifie « kaoliang du Tunnel 88 ». Tous les vieux kaoliangs de la distillerie sont entreposés dans ce tunnel pour au moins cinq ans.